# 田ノ中星之助
田ノ中 星之助（たのなか ほしのすけ、1969年11月30日 - ）は、講談協会に所属する講談師。本名∶田中 伸明。

## 経歴
神奈川県横浜市出身。専修大学文学部人文学科史学コース卒業。アイルランド文学を専攻していた。
1997年8月、田辺一鶴に入門。同年11月より前座となり、「田辺一会」を名乗る。2000年10月、二ツ目昇進し「田辺星之助」と改名。2010年、師匠の一鶴の逝去に伴い、桃川鶴女門下となり、「桃川星之助」を名乗る。
2014年4月、真打昇進して「桃川鶴丸」と改名。2018年、鶴女門下より独立して「田ノ中星之助」を名乗る。

## 芸歴
- 1997年
  - 8月 - 田辺一鶴に入門[1]。
  - 11月 - 前座となり、「田辺一会」を名乗る[1]。
- 2000年10月 - 二ツ目昇進、「田辺星之助」と改名[1]。
- 2010年 - 一鶴逝去。桃川鶴女門下となり、「桃川星之助」と改名[1]。
- 2014年4月 - 真打昇進、「鶴丸」と改名[1]。
- 2018年 - 独立、「田ノ中星之助」に改名[1]。